# Campanha de Márcio Miranda ao governo do Pará em 2018
A campanha de Márcio Miranda ao governo do Pará em 2018, foi oficializada em 5 de agosto de 2018, durante a convenção estadual do partido Democratas. Na mesma data, foi oficializado o nome de José Megale (PSDB) como postulante a vice-governador na chapa de Miranda. O evento ocorreu no Ginásio do SESI, localizado na avenida Almirante Barroso, em Belém.
A campanha de Miranda envolveu a coligação de mais oito partidos, intitulada "Em defesa do Pará": PSDB, PSB, PDT, SD, PPS, PRTB, PMN e PRP. 

## Programa
A campanha de Márcio Miranda divulgou, no dia 23 de agosto, o Programa de Governo de sua candidatura. Intitulado "O Pará em boas mãos", defende os avanços da atual gestão, tendo por proposta-base ampliar e aperfeiçoar o que foi feito até aqui. Conforme o programa, "é preciso consolidar tudo de positivo que o Pará conquistou nos últimos anos", com ênfase na defesa do equilíbrio fiscal, além do melhoramento da infraestrutura estadual. 
O programa de governo apresentou as propostas divididas por setores, a começar por Agricultura, Aquicultura e Abastecimento; em seguida vem Ciência, Tecnologia e Inovação; Turismo, divido em logística e transporte; Desenvolvimento Humano e Defesa Social, com ramificações em Educação, Esporte e Lazer, Saúde e Assistência Social; Trabalho, Emprego e Renda, com a subdivisão em Cultura. Outro ponto em destaque é a questão da Defesa Social, com ênfase em segurança pública. Macro-área em destaque é o Desenvolvimento Ambiental e Urbano, ramificados em: Habitação, Saneamento, Mobilidade e acesso à terra; Planejamento Territorial e Responsabilidade Socioambiental. Como última proposta macro, o plano apresenta propostas de Gestão e Governança, subdivididas em 18 ações. 

## Candidatos
| Candidatos da Coligação "Em defesa do Pará" em 2018 |                                                   |
| Márcio Miranda                                      | José Megale                                       |
| Para governador                                     | Para vice-governador                              |
|                                                     |                                                   |
| Deputado estadual pelo Pará (2003–presente)         | Chefe da Casa Civil do Estado do Pará (2016–2018) |
| DEM                                                 | PSDB                                              |
| [ 5 ]                                               |                                                   |

## Resultado da eleição

### Eleições estaduais
| Ano de eleição | Candidato      | Primeiro turno      | Primeiro turno      | Segundo turno       | Segundo turno       |
| Ano de eleição | Candidato      | # do total de votos | % do total de votos | # do total de votos | % do total de votos |
| -------------- | -------------- | ------------------- | ------------------- | ------------------- | ------------------- |
| 2018           | Márcio Miranda | 1.156.680           | 30,21%              | TBD                 | TBD                 |